# Матвєєнко Едуард Валерійович
Едуард Валерійович Матвєєнко (нар. 18 січня 1998, Маріуполь, Україна) — український футболіст, захисник. Екскапітан Юнацької збірної України. Загалом за юнацькі збірні України провів понад 40 офіційних матчів.

## Життєпис

### Клубна кар'єра

#### Початок
Вихованець футбольної школи «Іллічівець» (Маріуполь), де і розпочинав свої виступи у першості України (ДЮФЛ). Згодом перейшов в школу донецького «Шахтаря». Загалом на дитячо-юнацькому рівні провів 77 ігор та відзначився 35 голами. Впродовж 2015—2017 років виступав в Українській Прем'єр-лізі U-19 та U-21 за юнацько-молодіжну команду луганської «Зорі», де провів 49 офіційних матчів.

#### Продовження
У квітні 2019 року підписав контракт з чернівецьким футбольним клубом «Буковина», за який дебютував 6 квітня того ж року в матчі чемпіонату другої ліги України проти ФК «Минай». У липні 2019 року припинив співпрацю з командою, за яку через травму зіграв лише 4 офіційні зустрічі. У другій половині сезону — 2019/20 знову був заявлений за чернівецький клуб. У підсумку у 2019—2020 роках Едуард провів за «Буковину» 14 офіційних матчів в усіх турнірах, і у лютому 2021 року підписав контракт із клубом: «Поділля» (Хмельницький).

### Кар'єра в збірній
Впродовж 2014—2017 років виступав за юнацьку збірну України до 16, 17, 18 та 19 років. Брав участь у різних відбіркових змаганнях до чемпіонату Європи, за цей період у футболці юнацьких національних збірних України провів 48 офіційних матчів та відзначився 5 голами. Також викликався й у національну студентську збірну України.

## Досягнення
- Срібний призер Другої ліги України (1): 2020/21
- Срібний призер Першої ліги Литви (1): 2022